# Хосе Авейро
Хосе Авейро (ісп. José Aveiro, 18 липня 1936, Асунсьйон — 19 жовтня 2024) — парагвайський футболіст, що грав на позиції нападника.
Виступав, зокрема, за клуб «Валенсія», а також національну збірну Парагваю.

## Клубна кар'єра
У дорослому футболі дебютував 1958 року виступами за команду клубу «Спортіво Лукеньйо», в якому провів один рік.
Своєю грою за цю команду привернув увагу представників тренерського штабу клубу «Валенсія», до складу якого приєднався 1959 року. Відіграв за валенсійський клуб наступні два сезони своєї ігрової кар'єри. У складі «Валенсії» був одним з головних бомбардирів команди, маючи середню результативність на рівні 0,47 голу за гру першості.
Завершив професійну ігрову кар'єру у клубі «Ельче», за команду якого виступав протягом 1963—1964 років.

## Виступи за збірну
1957 року дебютував у складі національної збірної Парагваю. Протягом кар'єри у національній команді, яка тривала усього 3 роки, провів у формі головної команди країни 12 матчів, забивши 7 м'ячів.
У складі збірної був учасником чемпіонату світу 1958 року у Швеції, де Парагвай, незважаючи на непогану гру, вибув з розіграшу турніру вже на груповому етапі. Авейро не цьому турнірі не зіграв жодного матчу. Наступного року Хосе взяв участь у Чемпіонаті Південної Америки 1959 року, де Парагвай посів третє місце. Авейро зіграв у всіх шести матчах — з Чилі (забив 2 м'ячі), Болівією (забив 1 м'яч), Уругваєм (забив 1 м'яч), Аргентиною, Бразилією та Перу (забив 2 м'ячі). З 6-ма забитими м'ячами став одним з найкращих бомбардирів турніру, за цим показником його випередив лише легендарний Пеле.

## Титули і досягнення
- Бронзовий призер Чемпіонату Південної Америки: 1959 (Аргентина)